# Словаки в Воеводине

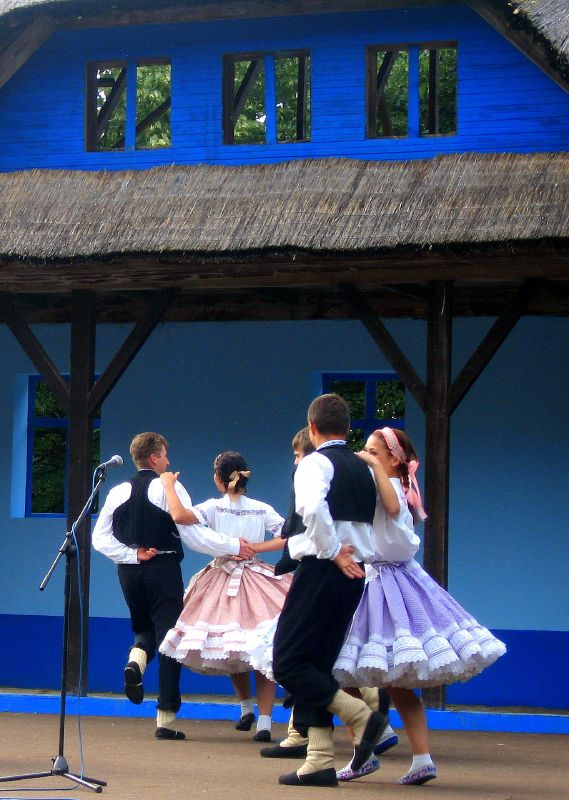
Словацкий фестиваль в Воеводине

Словаки в Воеводине (серб. Словаци у Војводини, словац. Slováci vo Vojvodine) являются крупным национальным меньшинством и являются третьим по величине этносом автономной области после сербов и венгров. По данным переписи 2011 года, численность словаков в Воеводине составила 50 321 человек или 2.61% от населения Воеводины. Словаки официально признаны национальным меньшинством, словацкий язык является официальным языком в Воеводине, их права в области образования, культуры и информации официально защищены. В отличие от большинства этнических словаков, которые являются католиками, большинство воеводинских словаков являются протестантами (евангелистами).

## История
Нынешние словаки Воеводины являются потомками поселенцев, мигрировавших с территории современной Словакии в XVIII и XIX веках. Первые поселенцы из Татр переехали в Бачку во времена правления Карла VI. Около 1720 года они поселились в Байше, около 1740 года − в Бачки-Петровац, а во времена Марии Терезии поселились в Бездан. Часть из них позже переселились в Срем. В 1760 году 120 словацких семейств поселились в Селенче, позже многие из них переехали в Стара-Пазову.
В конце XVII века словаки поселились в Гложане, Бачка-Тополе, Банатска-Паланке, Нови-Сланкамене, Бачка-Паланке, Арадаце и Ечке и других селениях Воеводины. В начале XIX века словаки поселились в Ковачице, Падине, Чоке и Банатски-Дворе. По данным переписи 1880 года численность словаков составила 43 318 человек и они были шестой по величине этнической группой в современной Воеводине. До конца Первой мировой войны много словаков подверглись мадьяризации. 
Так как словаки в Воеводине были лютеранами, а режим Тисо всячески подчеркивал свой католический характер и был нетерпим к меньшинствам, словаки в Воеводине - вопреки усилиям правителей первой Словацкой Республики - не приветствовали «независимость» этого государства-сателлита Рейха и культурные связи между Словацкой Республикой и словаками в Воеводине оставались скромными.
Согласно переписи 2011 года, численность словаков составила 52570, и они являются третьей по величине этнической группой Воеводины.

## Область расселения

### Доля по округам

Доля словаков в населении Воеводины по округам, 2011 г.

По данным переписи 2011 года, словаки были следующим образом представлены в округах Автономной области Воеводина:
| Округ             | Общяя численность | Численность словаков | Доля словаков |
| Южно-Бачский      | 615 371           | 24 670               | 4.01%         |
| Южно-Банатский    | 293 730           | 13 777               | 4.69%         |
| Сремский          | 312 278           | 8 154                | 2.61%         |
| Средне-Банатский  | 187 667           | 2 135                | 1.14%         |
| Западно-Бачский   | 188 087           | 1 096                | 0.58%         |
| Северно-Бачский   | 186 906           | 282                  | 0.15%         |
| Северно-Банатский | 147 770           | 207                  | 0.14%         |
| Воеводина         | 1 931 809         | 50 321               | 2.60%         |

### Общины с наибольшим словацким населением
Словаки являются самым многочисленным народом в двух общинах Воеводины: Ковачица и Бачки-Петровац. В соответствии с переписью населения 2011 года, общины с численностью словаков выше 500 человек:
| Община         | Население | Словаков | Доля   |
| -------------- | --------- | -------- | ------ |
| Ковачица       | 25 274    | 10 557   | 41.85% |
| Бачки-Петровац | 13 418    | 8 772    | 65.37% |
| Нови Сад       | 341 625   | 6 393    | 1.87%  |
| Стара-Пазова   | 65 792    | 5 212    | 7.92%  |
| Бачка-Паланка  | 55 528    | 5 047    | 9.09%  |
| Бач            | 14 405    | 2 845    | 19.75% |
| Шид            | 34 188    | 2 136    | 6.25%  |
| Зренянин       | 123 362   | 2 062    | 1.67%  |
| Панчево        | 123 414   | 1 411    | 1.14%  |
| Алибунар       | 20 151    | 965      | 4.79%  |
| Оджаци         | 30.154    | 835      | 2.77%  |
| Беочин         | 15 726    | 830      | 5.27%  |
| Пландиште      | 11 336    | 616      | 5.42%  |

## 14-я воеводинская ударная бригада
14-я воеводинская ударная бригада Народно-освободительной армии Югославии, известная также как 1-я словацкая бригада, была сформирована 11 ноября 1944 года в Бачки-Петровац из воеводинских словаков. Вошла в состав 51-я воеводинская дивизии. Состояла из 3 батальонов с численностью 1800 человек, а в середине ноября после формирования 4-го батальона численность возросла до 2500 человек.

## ТВ Петровец
ТВ Петровец − воеводинский региональный канал, основанный 16 ноября 1997 года в Бачки-Петровац. Канал вещает ежедневно с 18:45 до 23:00 на словацком языке. Основная цель создания канала − поддержка словацкого языка и культуры среди местных словаков. Основные программы − информационные и образовательные, много программ по сельскохозяйственной и торгово-промышленным темам.

## Известные представители
- Янко Чмелик − партизан, Народный герой Югославии.
- Деян Мелег − сербский футболист